# إدوارد باسيت
إدوارد باسيت (بالإنجليزية: Edward Bassett)‏ هو محامي وسياسي أمريكي، ولد في 7 فبراير 1863 في بروكلين في الولايات المتحدة، وتوفي بنفس المكان في 27 أكتوبر 1948. حزبياً، نشط في الحزب الديمقراطي. وقد انتخب عضو مجلس النواب الأمريكي.